# Kaiafas
Kaiafas o les fonts termals de Kaiafas (en grec Καϊάφας) és una localitat i un balneari del municipi de Zacharo, al sud de la prefectura d'Èlida (Grècia). És a 25 km de l'antiga Olímpia, un important jaciment arqueològic de Grècia que és Patrimoni de la humanitat.

## Propietats curatives
Les fonts termals de Kaiafas són una formació geològica que consisteix en dues fonts que hi ha dins d'una cova natural situada al peu de la muntanya Lapithas.
L'aigua, que ix a una temperatura de 32-34 °C, conté una alta concentració de composts de sofre, especialment sulfat de magnesi i sulfat de calci, i també és rica en minerals.
Des de temps antics se li atribueixen propietats terapèutiques, i s'ha provat mèdicament que tenen propietats curatives per a les malalties musculoesquelètiques. Hi ha un balneari just a l'entrada a la boca de la cova.

## Ubicació
El paratge de les fonts termals de Kaiafas té un bell entorn natural, protegit hui dia com a part de la Xarxa Natura 2000. A l'eixida de la cova hi ha un llac.

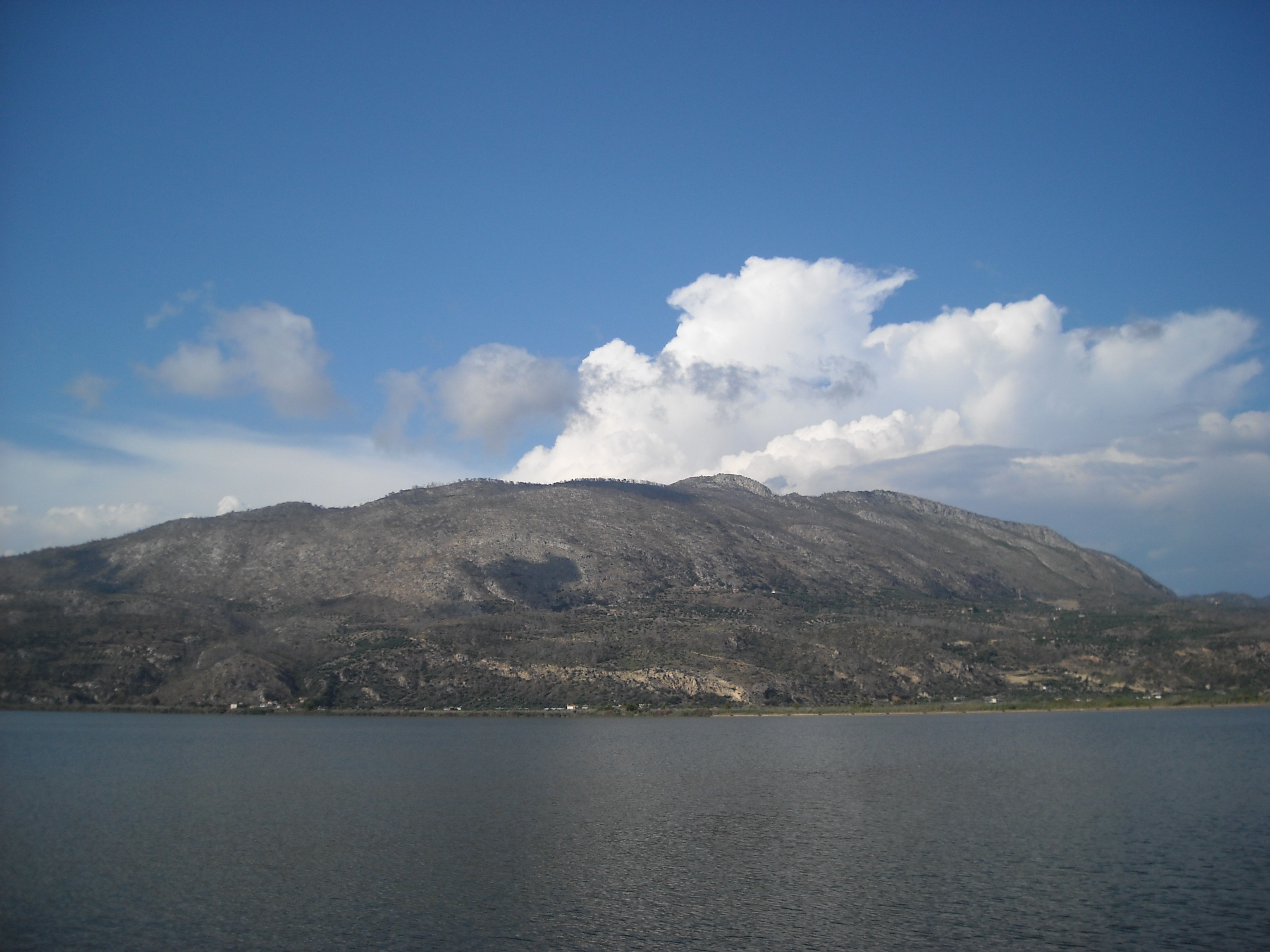
La muntanya Lapithas, d'on raja la font

El llac està separat d'una platja d'arena de 3,5 km de longitud per un bosc de pins, on predomina el pi blanc.

## Història i mitologia
El riu i la zona de la cova originàriament eren el centre del mite de les nereides Anigrides: els pacients els resaven i es banyaven en les aigües per guarir-se de malalties com la lepra. Les fonts ja eren visitades en l'antiguitat, però no en tenim esment en època romana d'Orient ni en el període otomà. Es tornaren a usar després de la fundació de l'estat modern grec. Les primeres instal·lacions se'n feren al 1907, quan la construcció d'una via fèrria que connectava el lloc amb la ciutat de Patres permeté que hi arribaren visitants des de lluny.

## Evolució de la població
| Any  | Població |
| ---- | -------- |
| 1991 | 35       |
| 2001 | 114      |